# San Pedro Sula
San Pedro Sula ist nach Tegucigalpa die zweitgrößte Stadt in Honduras mit etwa einer Million Einwohnern (mit Agglomeration). Während Tegucigalpa das administrative Zentrum des Landes ist, ist San Pedro Sula das kommerzielle. Diese wirtschaftliche Bedeutung ist unter anderem auf die Nähe zu Honduras’ einzigem wesentlichen Seehafen in Puerto Cortés zurückzuführen, der lediglich 45 Fahrminuten vom Stadtzentrum von San Pedro Sula entfernt liegt. Außerdem führt die wichtigste Verbindungsstraße nach Norden und Westen durch San Pedro Sula. Trotz dieser kommerziellen Bedeutung gilt San Pedro Sula vor allem aufgrund der örtlichen Drogenkriminalität als eine ausgesprochen gefährliche Stadt. Sie war mehrere Jahre lang hintereinander die Stadt mit den meisten Tötungsdelikten pro 100.000 Einwohner der Welt.
Die Gründung der Stadt geht auf das Jahr 1536 zurück. Als Gründungsvater der Stadt gilt Don Pedro de Alvarado as Villa de San Pedro de Puerto Caballos. San Pedro Sula ist das industrielle Zentrum von Honduras mit Leichtindustrie und der kommerziellen Produktion von Kaffee, Bananen, Rindfleisch, Rohrzucker, Tabak und Holz; ebenfalls ist San Pedro Sula ein bedeutender Verkehrsknotenpunkt. Die Stadt liegt im Nordwesten des Landes, etwa 40 km von der Karibikküste entfernt auf einer Höhe von etwa 70 m. San Pedro Sula erstreckt sich im weiten Tal Valle de Sula und ist die Hauptstadt des Departamentos Cortés.

## Geschichte
San Pedro Sula wurde am 27. Juni 1536 von Pedro de Alvarado mit dem Namen Villa de San Pedro de Puerto Caballos in der Nähe der Stadt Choloma gegründet. Zu der Zeit gab es bereits rund 18 Städte im Tal, welche von Einheimischen bewohnt wurden. Die recht frühzeitige Beschreibung der Landschaft weist auf reichlich Sumpflandschaft und dichten Regenwald hin, mit kleinen Feldern, die für Landwirtschaft und Rinderzucht geeignet waren. Nach mehreren Namensänderungen heißt die Stadt seit dem 18. Jahrhundert San Pedro Sula. Das „Sula“ kommt dabei von den Minas de Sula, Goldminen, welche sich westlich des Dorfes Naco befinden.
Die ersten fünf Jahre seiner Geschichte diente San Pedro Sula als koloniale Münzstätte, da Gold in der Nähe der Dörfer Naco, Sula und in den Quimistan-Tälern gefunden wurde. Das Gold musste herangebracht und geschmolzen werden. Ein Fünftel des Goldes musste an die spanischen Kolonialherren abgegeben werden. Das Gold wurde in der Zeit der 1550er Jahre weiter nach Gracias a Dios gebracht und schließlich nach Comayagua.
Französische, englische und holländische Piraten überfielen und brandschatzten die Stadt, woraufhin die Spanier die Stadt an ihre heutige Position am Fluss Chamelecon verlegten. San Pedro verfiel dadurch allerdings zu einer kleinen Ortschaft mit nur wenigen spanischen Siedlern. Neue Siedler zogen lieber zu höher gelegenen und trockeneren Inlandstälern mit mehr Ackerland und Goldminen. Die Stadt wuchs sehr langsam von rund 800 Einwohnern im Jahr 1590 zu knapp 10.000 im Jahre 1890. Das größte Bevölkerungswachstum fand im 19. Jahrhundert statt. Mitte der 1920er Jahre stieg die Bevölkerungszahl der Stadt aufgrund der florierenden Wirtschaft in den Bananenplantagen der Region von 10.000 auf 100.000 Einwohner an. Heutzutage hat die Metropolregion etwa 1 Mio. Einwohner mit steigender Tendenz. Der Bau einer Zugverbindung zwischen San Pedro Sula und den Seehäfen Tela und Puerto Cortés verbindet die Bananenplantagen mit dem Meer. Dies förderte ebenfalls die Entwicklung San Pedro Sulas als Industriestadt.
1998 richtete der Hurrikan Mitch schwere Verwüstungen an, die die Stadtentwicklung stark beeinträchtigten.

## Einwohnerentwicklung
Die folgende Übersicht zeigt die Einwohnerzahlen nach dem jeweiligen Gebietsstand seit der Volkszählung 1988.
| Jahr          | Einwohnerzahl |
| ------------- | ------------- |
| 1988 (Zensus) | 298.385       |
| 2001 (Zensus) | 483.384       |
| 2013 (Zensus) | 598.519       |

## Stadtunterteilung
San Pedro Sula ist, wie die meisten Städte aus der Zeit der spanischen Kolonialherrschaft, unterteilt in Quadrate. Sogenannte „Avenidas“ laufen durch die Stadt von Norden in Richtung Süden, und die sogenannten „Calles“ (Straßen) laufen in Ost-West-Richtung durch die Stadt. Die erste Straße und die erste Avenida markieren das Zentrum der Stadt und unterteilen die Stadt in vier Hauptquadrate NW, NO, SW und SO. Das eigentliche Zentrum befindet sich am Zentralpark an der ersten Straße und dritten Avenida. Wie in vielen anderen lateinamerikanischen Städten sind die Kathedrale und das Rathaus vor dem Zentralpark angesiedelt.

## Tourismus und interessante Plätze

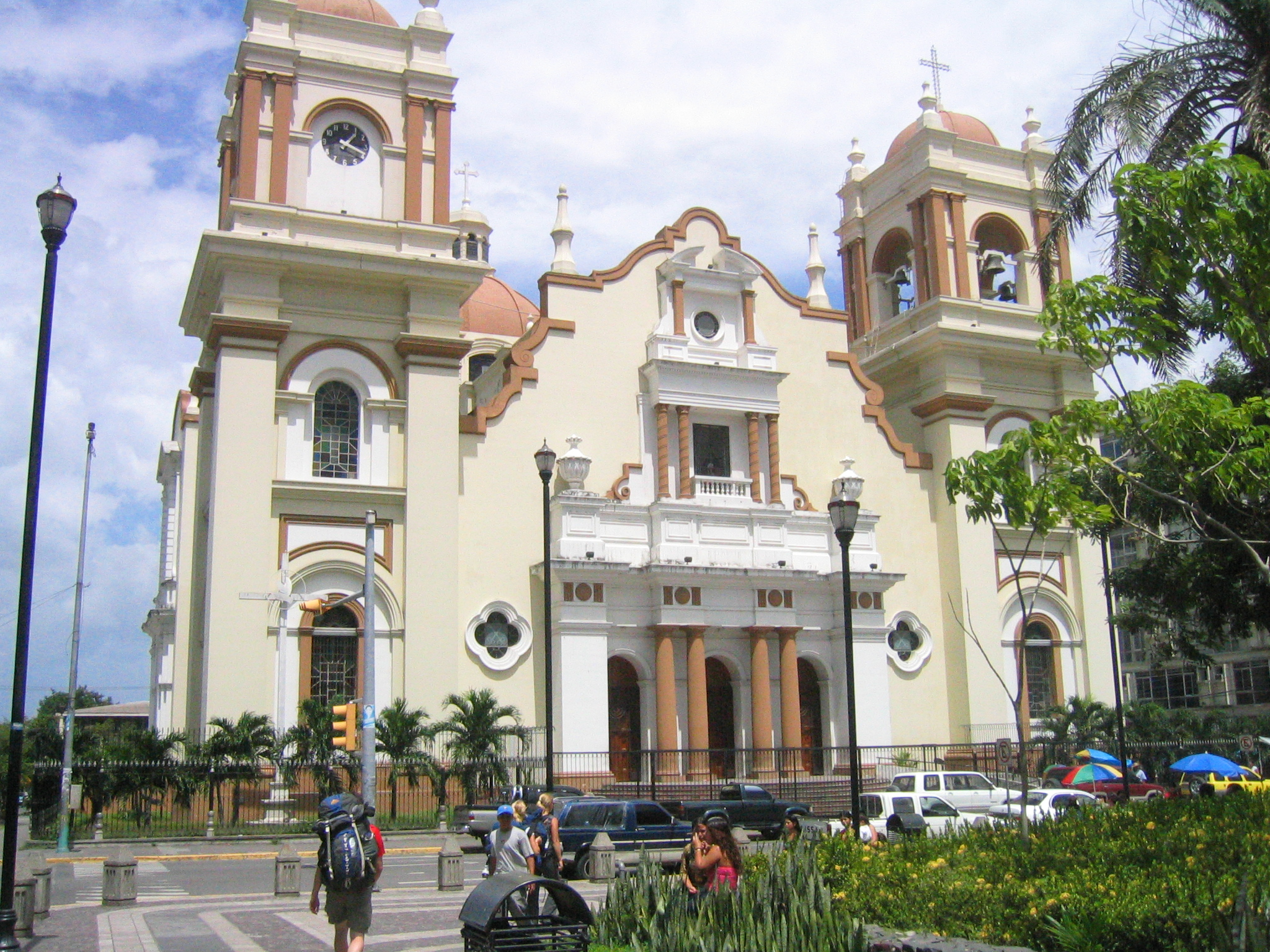
Kathedrale

San Pedro Sula kann als Ausgangspunkt für viele verschiedene touristische Ziele dienen. Ein oft angesteuertes Ziel sind z. B. die Copán-Ruinen der Mayas, welche etwa drei Stunden von San Pedro Sula entfernt sind.
Andere touristische Ziele sind der See Lago de Yojoa (der größte natürliche See in Honduras) und die Pulhapanzak-Wasserfälle, der Nebelwald Cusuco Cloud (wo Vögel, Orchideen, Bromelien und manchmal Tapire und Gürteltiere zu sehen sind) und Tela. Ebenfalls in geringer Entfernung sind die Orte Puerto Cortés und Omoa mit ihren langgezogenen Stränden.

### Sehenswürdigkeiten

#### Museen
- Museo de Antropología e Historia
- Museo de la Naturaleza
- Planetario Infantil

Das Museo de Antropología e Historia ist durch das honduranische Institut für Anthropologie und Geschichte lizenziert und beherbergt archäologische und historische Sammlungen, welche per Gesetz dem honduranischen Volk gehören. Das Erdgeschoss des Museums ist der Geschichte von Honduras gewidmet und im Besonderen San Pedro Sula. Das obere Geschoss hat eine Ausstellung über die Frühgeschichte des Tales, in dem sich heute die Stadt San Pedro Sula befindet. Das Museum hat eine Bibliothek zur Geschichte Honduras’. Zurzeit ist Teresa de Pastor die Leiterin des Museums.
Das zweite Museum beschäftigt sich mit der Flora und Fauna in der Umgebung San Pedro Sulas. Es zeigt verschiedene Insektenarten, genauso wie Bücher über die Natur und Tiere, die in den Meredon-Bergen gefunden wurden. Leiter des Museums ist Gladys Fasquelle de Pastor.
Das Planetarium zeigt den Nachthimmel, wie er in San Pedro Sula gesehen werden kann. Dem Besucher werden Informationen zum Sonnensystem und die Konstellationen gegeben. Zudem gibt es einen kleinen Ausstellungsbereich.

## Wirtschaft
Die Stadt beheimatet die zweite Wertpapierbörse des Landes, welche als Bolsa de Valores de Honduras bekannt ist.

## Einkaufszentren

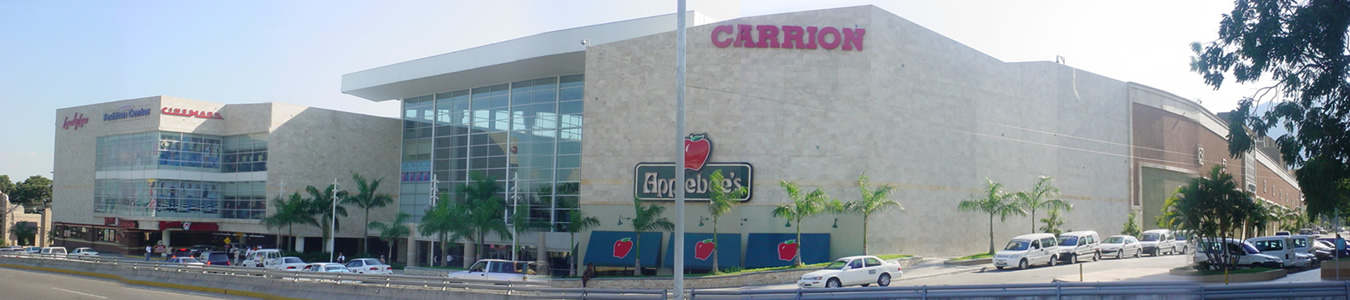
Einkaufszentrum City Mall in San Pedro Sula

- City Mall Circunvalación
- Multiplaza
- Megaplaza
- Metroplaza
- Galerias del Valle

### Zentralpark
In der Innenstadt gibt es einen kleinen Pavillon, der die Stelle markiert, an der San Pedro Sula gegründet wurde.

### Zona de Armenta
Die Zona de Armenta ist ein Fluss, der kaltes Wasser führt. Dieses Wasser kommt aus den Meredon-Bergen. Hier gibt es auch einen Park, der im Nordosten angesiedelt ist. Viele Einwohner fahren zur Erholung vom Alltagsstress in diesen Park. Im Fluss selbst gibt es mehrere Möglichkeiten zum Baden. Zudem gibt es Möglichkeiten, dort etwas zum Essen zu kaufen.

### Mercado Guamilito
Händler verkaufen Kunsthandwerk, Getöpfertes, Souvenirs, Blumen und lokales honduranisches Essen.

### Theater
- Francisco-Saybe-Theater
- Centro Cultural Sampedrano
- Torre Universitaria
- Jorge Emilio Jaar
- Campus USPS

### Wasserparks
- Wonderland
- Zizima Eco Wasserpark
- Armenta

### Avenida Circunvalacion
Die Avenida Circunvalacion ist der beliebteste Ausgehbereich in der Nacht. Hier gibt es Restaurants, Kneipen und viele Veranstaltungen wie die Feria Juniana, welche im Juni stattfindet und deshalb diesen Namen trägt.

## Verkehr

### Flugverkehr
Mit dem Internationalen Flughafen Ramón Villeda Morales, auch unter dem Namen La Mesa International Airport geläufig, verfügt die Stadt über einen internationalen Flughafen. Er liegt ca. 12 km südöstlich des Stadtzentrums. Flüge werden sowohl von einheimischen als auch internationalen Fluglinien angeboten, wie z. B.: United, American, Delta, COPA, Spirit Airlines, Aeroméxico, Maya Island Air und TACA, welche die Stadt mit San Salvador, Mexiko-Stadt, Panama-Stadt, Guatemala-Stadt, San José, Belize-Stadt, Cancún, Managua, Atlanta, Fort Lauderdale, Houston, Newark, New Orleans, Miami und New York verbindet.
Ramón Villeda Morales Airport ist der wichtigste und meist angeflogene Flughafen in Honduras, welcher ungefähr 600.000 Passagiere im Jahr 2007 abgefertigt hat. Von November 2015 bis Oktober 2016 waren es 748.244 Passagiere, von denen 685.424 nationale und 62.820 internationale Abflüge absolvierten. Die Anzahl der vom Ramón Villeda Morales Airport abfliegenden Passagiere betrug somit allein 41,3 % aller Abflüge der vier Flughäfen in Honduras.

### Öffentliche Verkehrsmittel
San Pedro Sula hat einen zentralen Busbahnhof, den Gran Central Metropolitana de Autobuses, der von den Hauptbusunternehmen genutzt wird. Er befindet sich wenige Kilometer entfernt vom Innenstadtbereich und bietet Besuchern die Möglichkeit, so gut wie alle Ziele im Inland und auch Ziele im Ausland anzusteuern. Er ist nicht nur der größte Busbahnhof Zentralamerikas, er bietet auch ein Einkaufszentrum, einen Gastronomiebereich und viele andere Dinge.
San Pedro Sula verfügt über Stadtbusse, die feste Routen durch die Stadt fahren. Sieben Buslinien fahren fast das gesamte Stadtgebiet ab, allerdings kann man keine geregelten Abfahrtzeiten oder Fahrpläne erwarten. Von außen ist nur selten zu erkennen, welche Route die jeweiligen Busse fahren. Kleinbusse, "Rapiditos" genannt, sind Minivans, die sich im Stadtverkehr schneller bewegen können. Zudem gibt es zahlreiche Taxis. Alle Taxis in San Pedro Suls sind weiß und haben eine deutlich sichtbare Registriernummer am Auto. Als weiteres Verkehrsmittel gibt es die "Colectivos" (Sammeltaxis).

## Sicherheit
San Pedro Sula gilt unstrittig als eine der gefährlichsten Städte der Welt. Im Jahr 2014 wurden in der Stadt 1317 Tötungsdelikte registriert. Im weltweiten Städtevergleich (größer 300.000 Einwohner) lag San Pedro Sula somit in diesem Jahr mit 171,2 Tötungsdelikten/100.000 Einwohner zum vierten Mal hintereinander auf dem ersten Platz.
In New York kommt es jährlich durchschnittlich zu 6,2 und in London 1,2 Tötungsdelikte je 100.000 Einwohner. Zudem gilt ein Teil des Polizeiapparates der Stadt als korrupt; laut internationaler Nachrichtenagentur Associated Press gingen innerhalb von drei Jahren Anfang der 2010er-Jahre rund 50 offizielle Beschwerden bei der Staatsanwaltschaft von Honduras ein, bei denen der Polizei auch Tötungsdelikte vorgeworfen werden.
Die hohe Kriminalität ist nach einzelnen Untersuchungen ein Resultat der Schwäche staatlicher Autorität und gleichzeitig der wirtschaftlichen Bedeutung, die San Pedro Sula hat. Seit 2005 haben sich zahlreiche Textilfirmen in der steuerbefreiten Zone zwischen der Stadt und dem Hafen von Puerto Cortés angesiedelt. Diese Industrie ist entstanden, weil es ihnen in dieser wirtschaftlichen Sonderzone erlaubt ist, steuerfrei Stoffe und Garne aus anderen Ländern zu importieren und für den Export daraus Textilien im Auftrag von Firmen wie Gap, Nike und Adidas zu produzieren. Dies hat dazu geführt, dass dieses Gebiet sich zu dem wirtschaftlich wertvollsten in Honduras entwickelt hat. Ein großer Teil der Gewalttätigkeiten der Stadt ist auf Auseinandersetzungen zwischen verschiedenen kriminellen Gruppen zurückzuführen, die zum Zweck der Schutzgelderpressung jeweils Teile dieses Gebiets unter ihre Kontrolle bringen wollen. Ähnliches wiederholt sich in anderen urbanen Zentren wie dem zentralen Busbahnhof, den Märkten und den kleinen Geschäften, die die Einfallstraßen in die Stadt säumen. Daneben spielt San Pedro Sula eine bedeutende Rolle im internationalen Drogenhandel. San Pedro Sula ist ein wesentlicher Umschlagplatz für Kokain, das hier aus Süd- und Zentralamerika sowie der Karibik über Land-, Luft- und Seeweg ankommt. Der Drogenhandel wird von mexikanischen Gruppen wie dem Sinaloa-Kartell und den Los Zetas dominiert, die wiederum honduranische Banden mit dem Transport der Drogen beauftragen. Das Sinaloa-Kartell scheint dabei den über Landwege stattfindenden Drogenverkehr nach Guatemala und Mexiko zu dominieren. Weitgehend unter Kontrolle der Los Zetas scheint dagegen der Drogenhandel über Seewege zu stehen. Diese Entwicklung fand einen Höhepunkt in den Jahren 2004/2005, als die Bekämpfung des Drogenhandels in Kolumbien und in der Karibik erste Erfolge zeigte und letztlich dazu führte, dass internationale Drogenkartelle ihren Handel zunehmend über andere Wege abwickelten und in diesem Rahmen die besondere Situation in Honduras für ihre Zwecke entdeckten. Die Kartelle nutzten dabei bereits existierende Strukturen krimineller honduranischer Banden und griffen auf diese für operativen Tätigkeiten im Land zurück. Die Bezahlung der honduranischen Banden erfolgt überwiegend mit Kokain, was dazu führte, dass für den inländischen Drogenkonsum in Honduras ein Angebot entstand. Ein Teil der Gewalt in der Stadt ist deshalb auch auf den Kampf honduranischer Banden um Anteile an diesem inländischen Drogenmarkt zurückzuführen. Parallel dazu nutzen Drogenkartelle die geschwächte staatliche Autorität in Honduras dazu aus, hier Geld zu waschen und in legitime Kanäle umzusteuern.
Das Gewaltpotential in San Pedro Sula wird außerdem durch die Abschiebepolitik der Vereinigten Staaten erhöht. Allein im Jahr 2012 schoben die Vereinigten Staaten mehr als 32.000 honduranische Bürger ab, von denen fast die Hälfte zu Schwerkriminellen zählten und von denen viele kriminellen Banden wie den Mara Salvatrucha oder der 18th Street Gang angehören.
Die Brutalität der in San Pedro Sula vorherrschenden Banden zeigen einzelne Vorfälle. So gelang im Juni 2009 18 inhaftierten Mitgliedern der Mara Salvatrucha der Ausbruch aus dem Gefängnis in San Pedro Sula. Die zum Teil wegen Mordes verurteilten Verbrecher gruben einen 15 Meter langen Tunnel in ein Nachbarhaus, welches durch ein Dutzend weiterer Mara-18-Mitglieder in ihre Gewalt gebracht wurde. Mit bereitgestellten Fahrzeugen gelang ihnen die Flucht. Zwei der Flüchtigen waren an der Entführung und Ermordung des 14-jährigen Edwin Palacios beteiligt. Der Bruder des in England spielenden Fußballprofis Wilson Palacios wurde 2008 in Honduras entführt. Die Entführer forderten Lösegeld von dem honduranischen Nationalspieler. Schließlich wurde Edwin Palacios im Mai 2009 tot in einem Dorf aufgefunden.

## Klimatabelle
|                       | Jan  | Feb  | Mär  | Apr  | Mai  | Jun  | Jul  | Aug  | Sep  | Okt  | Nov  | Dez  |   |      |
| Mittl. Tagesmax. (°C) | 29,2 | 30,4 | 33,0 | 34,0 | 35,2 | 34,3 | 33,3 | 33,4 | 33,5 | 31,6 | 30,2 | 29,2 | ⌀ | 32,3 |
| Mittl. Tagesmin. (°C) | 19,8 | 20,0 | 21,4 | 22,5 | 23,8 | 23,8 | 23,2 | 23,3 | 23,3 | 22,5 | 21,4 | 20,4 | ⌀ | 22,1 |
|                       |      |      |      |      |      |      |      |      |      |      |      |      |   |      |
| Niederschlag (mm)     | 72   | 60   | 32   | 32   | 63   | 142  | 110  | 106  | 152  | 148  | 135  | 122  | Σ | 1174 |
|                       |      |      |      |      |      |      |      |      |      |      |      |      |   |      |
| Sonnenstunden (h/d)   | 6,0  | 6,3  | 7,7  | 7,4  | 7,1  | 6,7  | 6,8  | 6,4  | 6,1  | 6,4  | 5,2  | 5,0  | ⌀ | 6,4  |
|                       |      |      |      |      |      |      |      |      |      |      |      |      |   |      |
| Regentage (d)         | 6    | 5    | 3    | 4    | 4    | 10   | 10   | 10   | 10   | 10   | 9    | 8    | Σ | 89   |
|                       |      |      |      |      |      |      |      |      |      |      |      |      |   |      |
| Luftfeuchtigkeit (%)  | 84   | 81   | 77   | 75   | 74   | 76   | 79   | 79   | 79   | 81   | 83   | 85   | ⌀ | 79,4 |

| 19,8 |

| 20,0 |

| 21,4 |

| 22,5 |

| 23,8 |

| 23,8 |

| 23,2 |

| 23,3 |

| 23,3 |

| 22,5 |

| 21,4 |

| 20,4 |

| 19,8 |

| 20,0 |

| 21,4 |

| 22,5 |

| 23,8 |

| 23,8 |

| 23,2 |

| 23,3 |

| 23,3 |

| 22,5 |

| 21,4 |

| 20,4 |

## Söhne und Töchter der Stadt
- Jaime Rolando Rosenthal Oliva (1936–2019), Politiker und Geschäftsmann
- Walter Guillén Soto (* 1961), katholischer Ordensgeistlicher, Bischof von Gracias
- Yani Rosenthal (* 1965), Geschäftsmann und Politiker
- Carlos Mencia (* 1967), US-amerikanischer Komiker
- Wilmer Velásquez (* 1972), Fußballspieler
- Juan Manuel Cárcamo (* 1974), Fußballspieler
- Reynaldo Piñeda (* 1978), Fußballspieler
- David Suazo (* 1979), Fußballspieler
- Maynor René Suazo (* 1979), Fußballspieler
- Hendry Thomas (* 1985), Fußballspieler
- Alberth Elis (* 1996), Fußballspieler
- Danilo Acosta (* 1997), Fußballspieler

## Städtepartnerschaften
- Duisburg (Deutschland), seit 2008
- Monterrey (Mexiko)
- Portland (Vereinigte Staaten)
- Coro (Venezuela)
- Taichung (Republik China)